# Storia della scienza

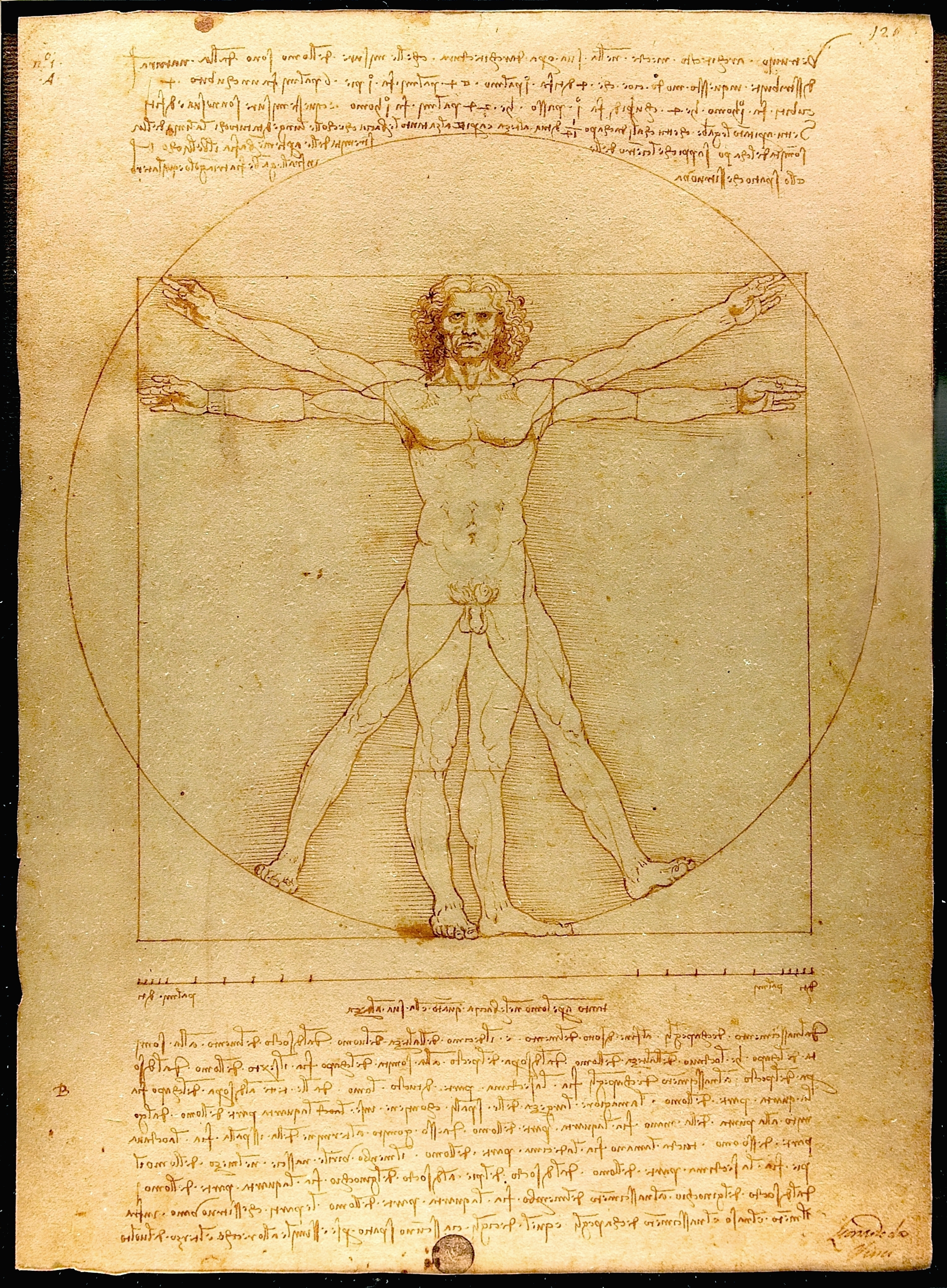
L'uomo vitruviano di Leonardo da Vinci, un esempio di fusione tra arte e scienza durante il Rinascimento

La storia della scienza riguarda le vicende, i personaggi e le scoperte che hanno contribuito al progresso scientifico. Essa ha prodotto quella che oggi è considerata la scienza moderna, ossia un corpo di conoscenze empiricamente controllabile, una comunità di studiosi e una serie di tecniche per investigare l'universo note come metodo scientifico, che si è evoluto a partire dai loro precursori, risalendo fino alla preistoria.
La rivoluzione scientifica vide l'introduzione del moderno metodo scientifico a guidare il processo di valutazione della conoscenza. Questo cambiamento è considerato così fondamentale che le indagini ad esso precedenti sono per lo più considerate prescientifiche. Molti, tuttavia, ritengono che la filosofia naturale antica possa rientrare all'interno del campo di competenza della storia della scienza.

## Culture protostoriche

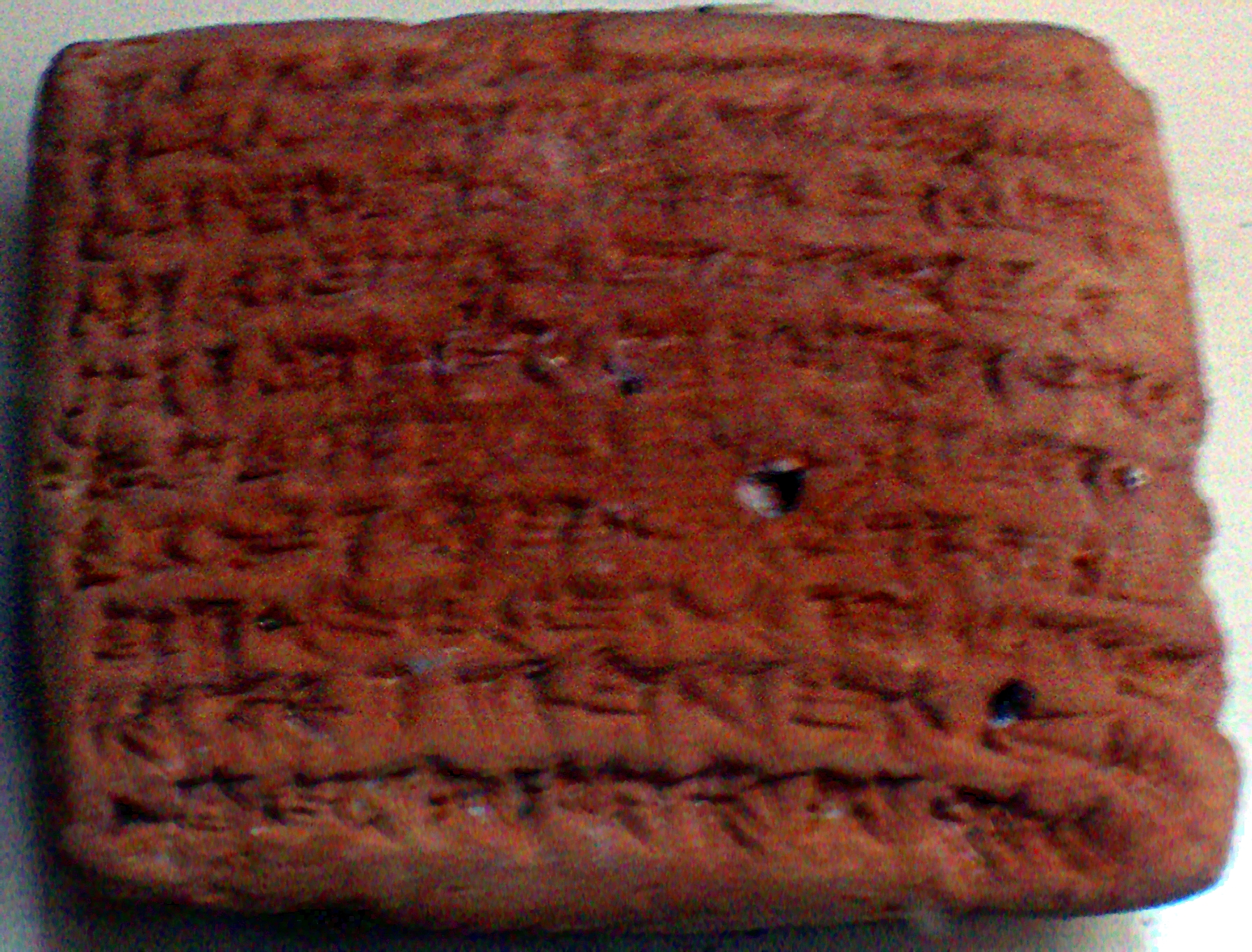
Tavoletta d'argilla sumera del 492 a.C. contenente dati astronomici.

Nei tempi preistorici, la conoscenza della natura e dei suoi segreti veniva tramandata principalmente tramite la tradizione orale, e si presentava come strettamente imparentata con la religione. Si trattava di un sapere essenzialmente pratico, basato perciò su abilità di tipo tecnologico e matematico, che porteranno allo sviluppo di civiltà avanzate come quella indiana, mesopotamica ed egiziana, dove secondo Erodoto avrebbe avuto origine la matematica..
La nascita della scrittura permise la conservazione della conoscenza e la sua trasmissione con maggior accuratezza. I progressi dell'agricoltura, che portarono a una maggior disponibilità di cibo, rese possibile alle diverse civiltà di dedicarsi ad altri compiti oltre a quelli necessari per la sopravvivenza, perlopiù di carattere mistico-religioso: notevoli impulsi in tal senso vennero dati allo studio dell'astronomia, e della medicina.
Molte civiltà antiche raccolsero così informazioni astronomiche sistematiche in maniera dettagliata attraverso l'osservazione del cielo ed avanzatissime tecniche di calcolo. Vennero ideati calendari funzionali alla semina e alla raccolta dei campi, nonché alle feste religiose.
Le conoscenze di base riguardanti l'anatomia umana si basavano sullo studio della flora e della fauna macrobiotiche, da cui si selezionavano i rimedi più opportuni ritenuti capaci di aiutare l'ammalato a liberarsi dagli spiriti malvagi. L'alchimia fu ampiamente praticata da numerose civiltà.

## Mondo antico

Modello di vite d'Archimede, utilizzabile per la sollevazione di materiali, ad esempio per il pompaggio dell'acqua

Nel periodo compreso tra il VI secolo a.C. e il V secolo la scienza occidentale fu espressione delle scoperte e delle teorie elaborate da due grandi civiltà: quella della Grecia antica e quella di Roma antica. Per cogliere la consistenza della scienza antica è necessario riferirsi ai principali autori ed opere dell'epoca come, per il mondo greco, ad Epicuro con le sue epistole dottrinali (Lettera ad Erodoto, Lettera a Meneceo, e la Lettera a Pitocle) ed a Tito Lucrezio Caro per il mondo latino, con il De rerum natura scritto nel I secolo a.C. Tra i personaggi di rilievo spicca Archimede, che intuì le leggi che regolano il galleggiamento dei corpi, scoprì e sfruttò i principi di funzionamento delle leve, e ideò numerose macchine e dispositivi come la vite di Archimede.

### Scienze teoriche e scienze pratiche

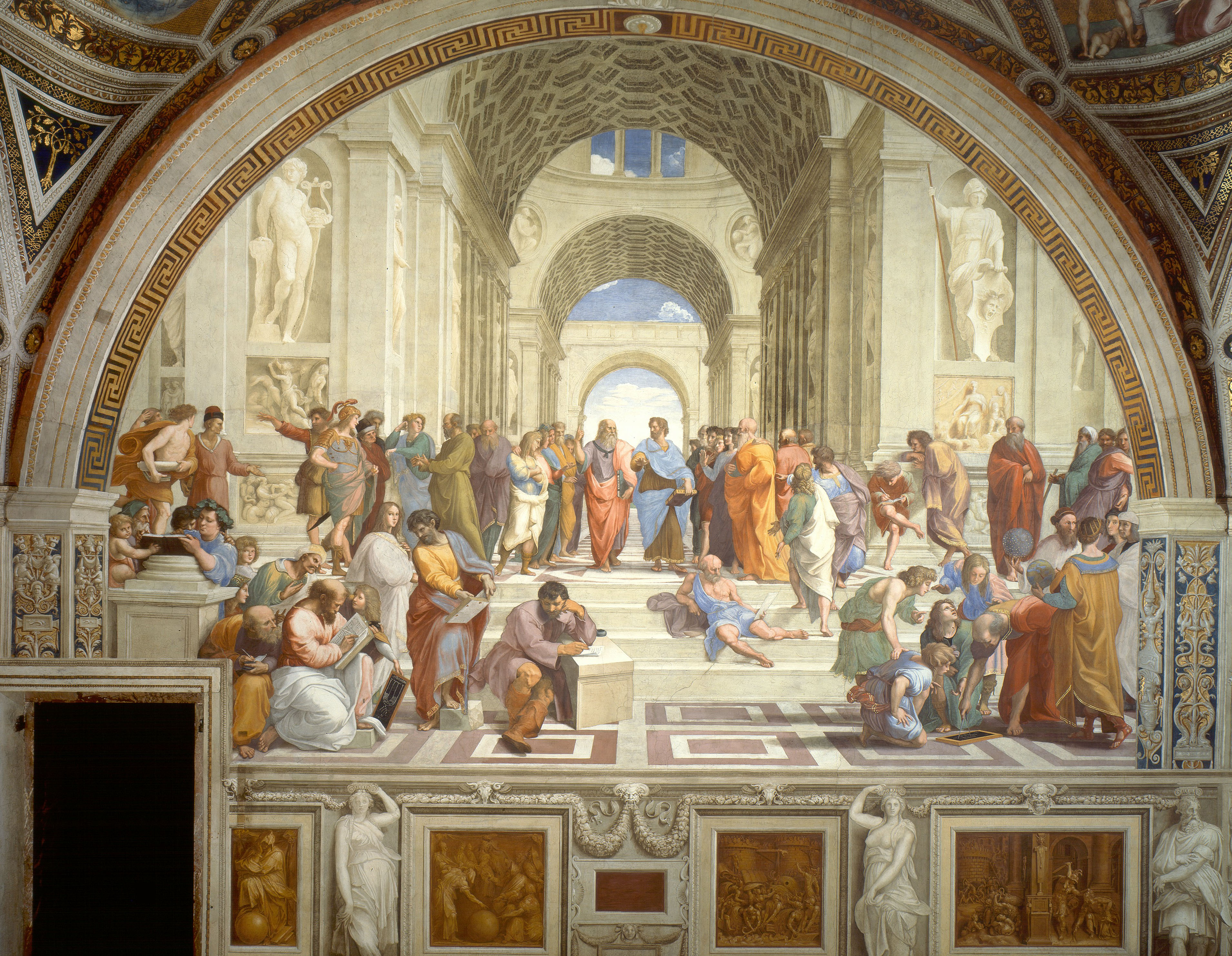
Scuola di Atene, di Raffaello Sanzio.

Lo sviluppo della filosofia greca portò a concepire il mondo come una totalità (κόσμος) governata da una legge ad esso immanente, ritenuta intellegibile dalla mente umana. Se i primi pensatori ionici si concentrarono sulla ricerca del principio originario (archè) a cui ricondurre tutti i fenomeni naturali, con Pitagora viene data la priorità al concetto intellegibile, ossia alla forma teorica da cui è possibile dedurre per via matematica e geometrica l'ordine della natura. Una tale impostazione sarà fatta propria da Parmenide, Platone e Aristotele. Per Platone, il Demiurgo ha plasmato la natura secondo modelli geometrici imperituri, ai quali occorre rifarsi per poterla comprendere.
Per Aristotele la natura non è un semplice meccanismo sottoposto a leggi di causa-effetto (come sostenuto dagli atomisti) ma è dominata da uno scopo, un fine che ogni essere naturale è chiamato a realizzare. Lo studio della qualità prevale sulla quantità, e la materia che se ne occupa è la metafisica, che culmina con la teologia, scienza teorica per eccellenza che mira alla contemplazione fine a se stessa. Essa è la «filosofia prima» che si occupa dell'«essere in quanto tale» (Οὐσία) nel significato di Dio, ed è distinta da Aristotele dalle scienze di basso profilo che si occupano invece delle realtà sensibili e mutevoli.
(Aristotele, Metafisica, VI (Ε), 1026, a 18-21)
Aristotele tuttavia, pur assegnando la priorità alla metafisica, teneva in grande considerazione la sperimentazione, utilizzando anche quella operata dai suoi allievi, primo tra tutti Teofrasto. In tal modo Aristotele sintetizzò il sapere scientifico dell'epoca in osservazioni di grande acutezza, che sarebbero state poi modelli d'autorità per la filosofia della natura almeno sino al XVII secolo. Svolgendo una grande opera di sistematizzazione, i suoi resoconti sulle tipologie, forme, abitudini e caratteristiche di animali e piante risulteranno un esempio indiscusso di "metodo descrittivo".

## Medioevo

### In Medio Oriente

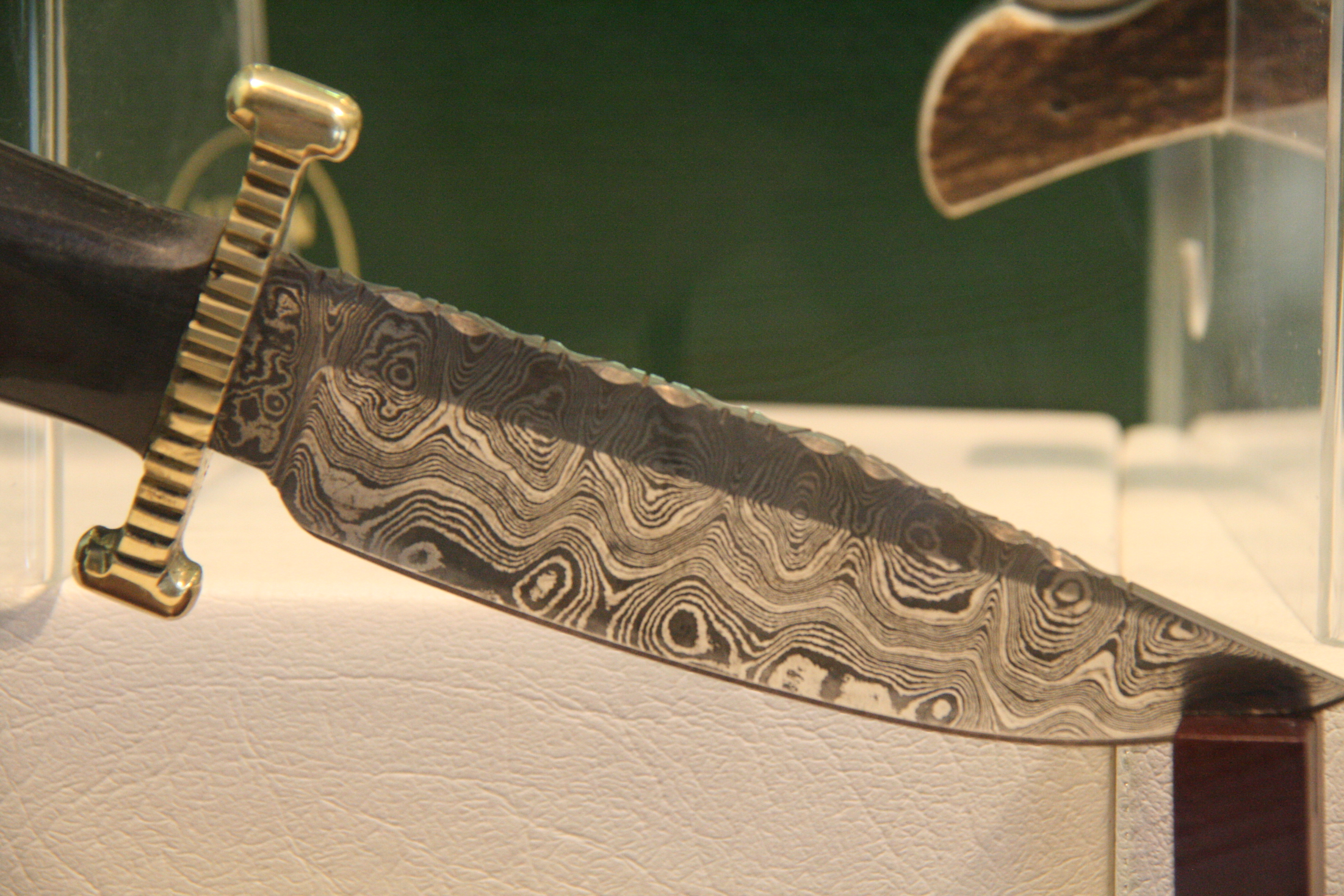
Lama in acciaio Damasco

Nel Medio Oriente, dove la filosofia greca era sopravvissuta per un certo periodo sotto i califfati, tra l'VIII e il XIII secolo fiorì l'età dell'oro della cultura araba. Il centro di questo fermento scientifico fu Baghdad, che all'epoca era fra le città più grandi del mondo, prendendo avvio dalla sponsorizzazione di mecenati delle traduzioni in arabo di tutti i più importanti testi delle varie discipline scientifiche delle civiltà greca, indiana, persiana ormai decadute , nonché dalla costruzione delle prime cartiere copiate dalla Cina . 
La tolleranza multireligiosa e il pellegrinaggio annuale alla Mecca  facilitarono i contatti e gli scambi tra gli studiosi che elaborarono scoperte originali che influenzarono i secoli a venire in tutto il mondo.
Nelle prime versioni islamiche del metodo scientifico, l'etica giocava un ruolo importante. Durante questo periodo si svilupparono i concetti di citazione e di revisione paritaria. Le conoscenze mediche, astronomiche e matematiche portarono allo sviluppo dell'alchimia. In matematica Muḥammad ibn Mūsā al-Khwārizmī inventò l'algoritmo (che prese il nome da questo studioso persiano). Egli diede il nome anche all'algebra, che deriva da al-jabr, inizio del titolo di una delle sue opere.
Al-Batani (850-929) contribuì all'astronomia e alla matematica, Razi alla chimica. Tra le principali invenzioni vi furono l'acciaio di Damasco e la batteria di Bagdad. L'alchimia sarà di ispirazione per Ruggero Bacone e Isaac Newton. In astronomia Al-Batani migliorò le misure fatte da Ipparco e preservò il testo greco Hè Megalè Syntaxis, tradotto come Almagesto. Migliorò anche la misura della precessione dell'asse terrestre.
Apogeo della scienza islamica fu nel periodo tra l'XI ed il XII secolo con la presenza di due importanti personaggi, Ibn Sina (980-1037) persiano noto come Avicenna e Ibn Rushd (1126-1198) di Cordova noto come Averroè. Queste due personalità della cultura islamica ebbero dei nemici molto agguerriti come Ghazali (1058-1111), ma furono ostacolati fortemente anche dall'opposizione delle autorità religiose musulmane.

### In Oriente

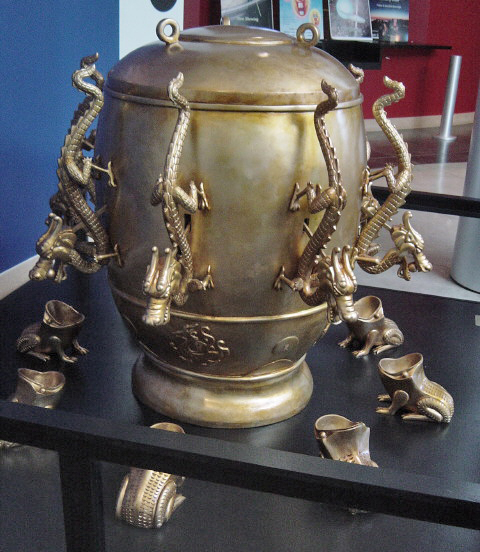
Una riproduzione moderna del sismometro di Zhang Heng.

In Cina i progressi tecnici e scientifici si susseguono tra il X e l'XI secolo: tra le altre cose, i cinesi inventarono il razzo, il cannone, il fucile mentre continuarono ad utilizzare l'energia idraulica, a costruire ponti sospesi e trivellazioni profonde da cui estraevano gas e petrolio. Inventarono la stampa e la carta moneta, il sismografo e la sismologia. Il sostrato filosofico su cui si innestava la scienza cinese era rappresentato dal Taoismo, che diede anche notevoli impulsi allo studio di arti mediche come l'agopuntura.
Nell'età moderna la scienza cinese risentì tuttavia di diversi impedimenti, tra cui una burocratica organizzazione imperiale. Iniziò così il suo declino che si protrarrà fino al XVII secolo.
Notizie sui progressi scientifici indiani vennero dai missionari gesuiti inviati in India da papa Gregorio XIII durante il XVI secolo per informarsi sul calendario indiano: essi riportarono notizie sulla scuola di astronomia del Kerala, che si esprimeva nella lingua malayalam. Fondata dal matematico indiano Madhava (1340-1425), discepolo di Bhāskara II, questa scuola scoprì intorno al 1350 il concetto di serie infinita, con i metodi di integrazione numerica e la serie del pi greco, nonché importanti funzioni trigonometriche, fondamentali strumenti della matematica moderna.

### In Europa

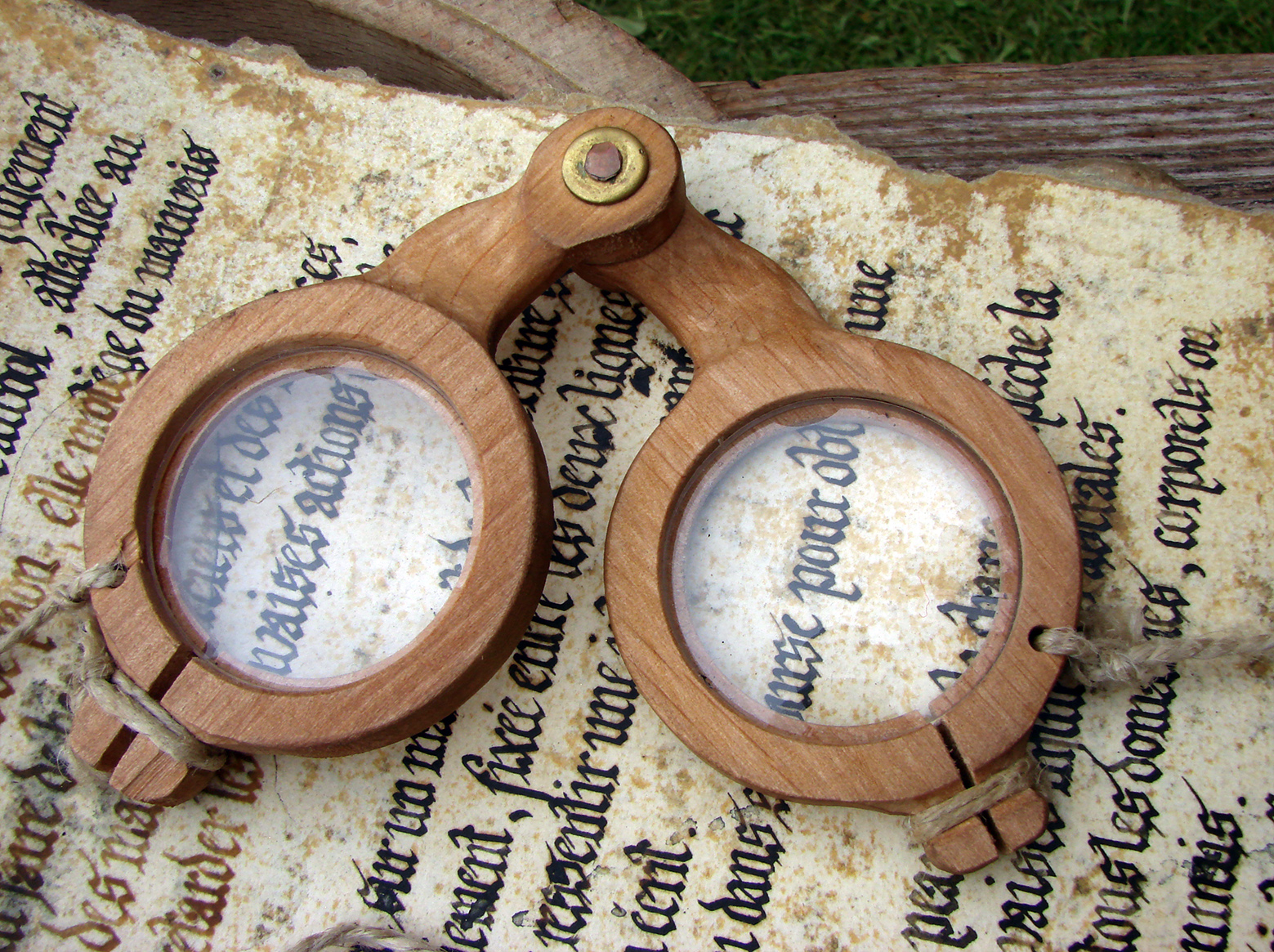
Ricostruzione di un prototipo dei primi occhiali medioevali

In Occidente, la storia della scienza dall'antichità classica fino ai tempi della rivoluzione scientifica prosegue con l'indagine sul funzionamento dell'universo, indagine rivolta aristotelicamente allo studio delle qualità, ossia delle caratteristiche che contraddistinguono gli elementi nella loro intima essenza (come il fuoco, l'aria, l'acqua e la terra) al di là del loro aspetto meccanico e quantitativo: una disciplina nota come filosofia naturale; coloro che ne prendevano parte erano chiamati filosofi della natura. In molti casi lo studio sistematico del mondo naturale, promosso per lo più da comunità monastiche, continuerà a basarsi sulla distinzione tra scienze teoriche e scienze pratiche.
Con la caduta dell'Impero romano d'Occidente, gran parte dell'Europa perse contatto con le conoscenze già acquisite nel passato. Mentre l'Impero Bizantino aveva ancora centri di studio quali Alessandria d'Egitto e Costantinopoli, la conoscenza in Europa occidentale si concentrò nei monasteri, fino alla nascita delle prime università medioevali nel XII e XIII secolo. Pertanto, anche il Medioevo fu ricco di invenzioni, come gli occhiali, l'organo a canne per scopi liturgici, i primi orologi da torre, i martelli idraulici per meglio sfruttare la forza dei mulini a vento, la bussola ideata da Flavio Gioia.

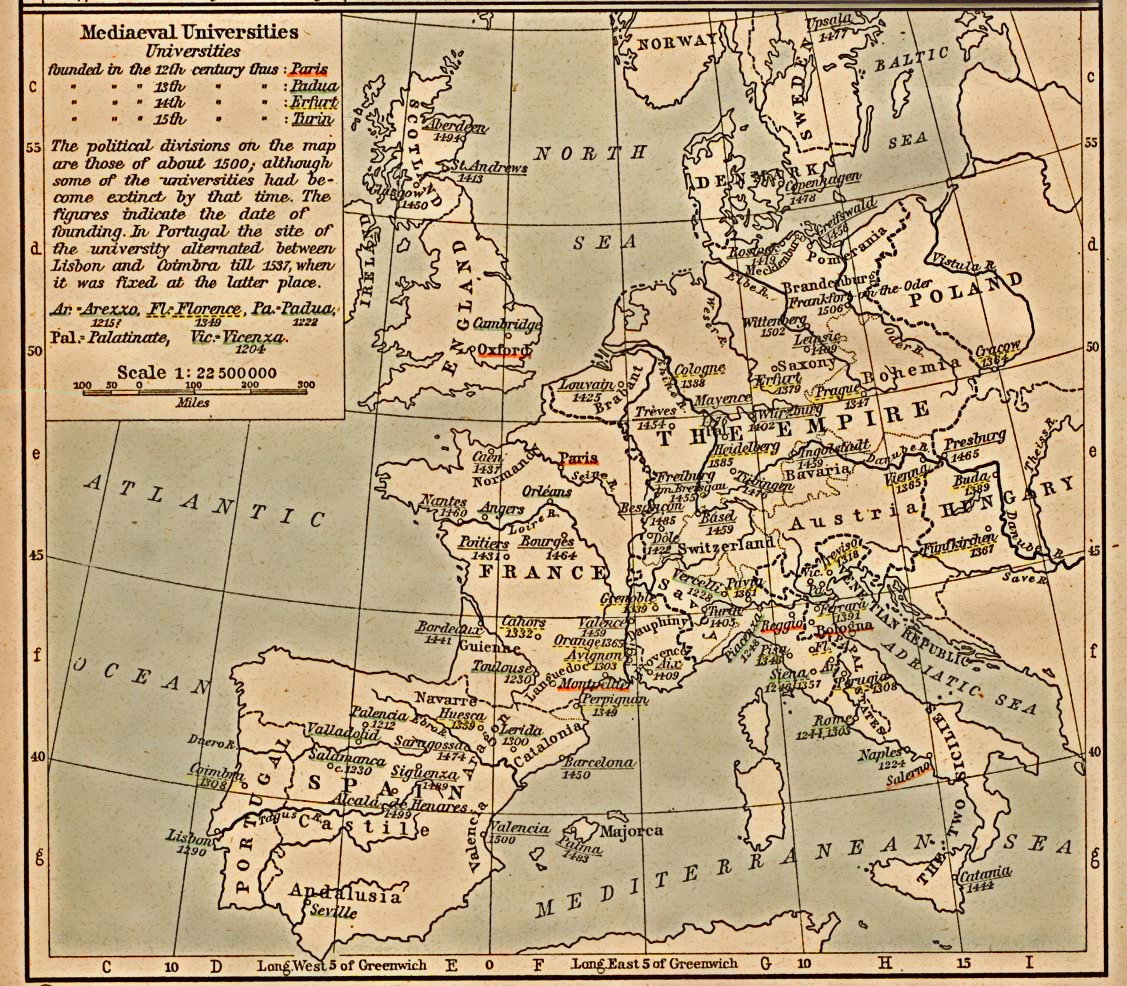
Mappa delle università medievali.

La nascita delle Università in Occidente fu un evento decisivo per lo sviluppo della filosofia scolastica, che oltre alla teologia si proponeva lo studio della natura per conoscere le leggi iscritte da Dio nella creazione, le quali avrebbero consentito di elevare sempre più in alto l'intelligenza umana. In quest'ambito valevano come auctoritas anche filosofi dell'epoca greca e persino pensatori di origine islamica. Due furono in particolare le scuole di pensiero, attestate peraltro su posizioni alquanto distanti tra di loro, che elaborarono ognuna un proprio metodo scientifico: quella di Parigi, facente capo ad Alberto Magno, seguito dal suo discepolo Tommaso d'Aquino, e quella di Oxford, dove fu attivo Ruggero Bacone. Costoro, pur restando fedeli al metodo aristotelico, si occuparono di filosofia della natura basandosi sulle osservazioni degli eventi e contestando alcuni elementi anti-scientifici del pensiero greco. Tommaso in particolare, noto per aver riformulato in chiave nuova la concezione aristotelica della verità come corrispondenza dell'intelletto alla realtà, sviluppò il concetto di analogia e di astrazione, il cui utilizzo è rintracciabile tuttora in più recenti scoperte scientifiche.
Nei secoli successivi al XIII, nelle Università di tutta Europa tanto venne seminato e molto maturerà lentamente ma con una particolare accelerazione e discontinuità dopo l'invenzione della stampa, che diverrà un efficace vettore per la diffusione delle idee, dei lavori di ricerca e delle scoperte scientifiche, fino alla fioritura del Rinascimento.

## Rinascimento europeo
Il Rinascimento è il periodo storico della civiltà compreso tra il XV ed il XVI secolo in cui tutti gli aspetti della cultura europea, partendo dall'Italia, conobbero un forte moto di discontinuità rispetto al periodo precedente, accompagnato da un'eccezionale fioritura culturale.
I fattori che determinano la rinascita intellettuale dell'Europa sono tuttavia rintracciabili già nel basso Medioevo, in particolare nello sviluppo di nuove arti e mestieri che faranno del Rinascimento il primo periodo di fondazione della scienza moderna. Tra le attività che caratterizzano quest'epoca è da annoverare l'alchimia, a cui Clive Staples Lewis attribuisce una funzione di stimolo al progresso scientifico: «Troverete persino gente che scrive del XVI secolo come se la magia fosse una sopravvivenza medioevale, e la scienza la novità venuta a spazzarla via. Coloro che hanno studiato l'epoca sono più informati. Si praticava pochissima magia nel Medioevo: XVI e XVII secolo rappresentano l'apice della magia. La seria pratica magica e la seria pratica scientifica sono gemelle».

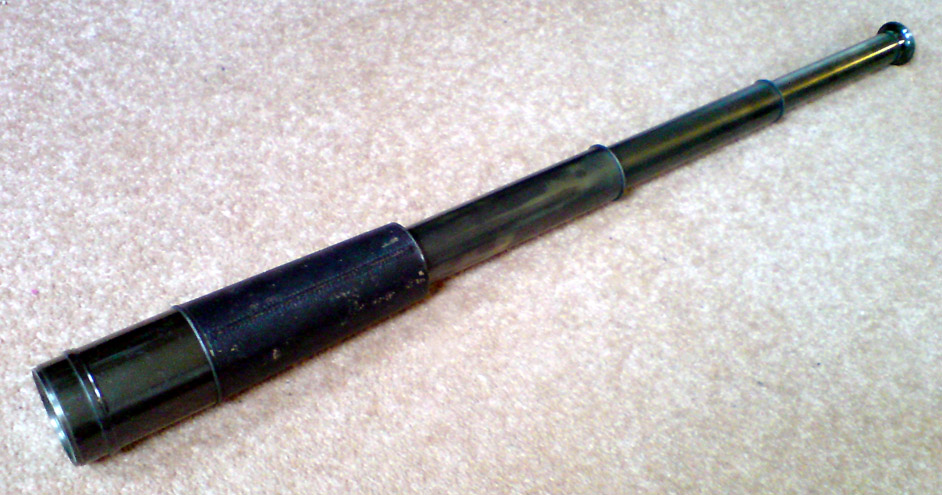
Cannocchiale

Il tratto comune degli intellettuali rinascimentali, da Marsilio Ficino a Erasmo da Rotterdam, da Pico della Mirandola a Leonardo da Vinci, fu la riscoperta dei lavori dei filosofi dell'antichità. Questo fornì una base solida su cui si fondò il successivo lavoro scientifico. Il contatto con il mondo islamico, in Sicilia e in Spagna, consentì l'accesso a copie dei trattati romani e greci che erano andati perduti, nonché all'opera dei filosofi del Medio oriente. Le traduzioni e i commenti di Aristotele ad opera dello studioso islamico Averroè ebbero notevole influenza in Europa. Le opere di Marco Polo e le Crociate accesero l'interesse per la geografia e lo sviluppo della stampa intorno al 1450 permise alle nuove idee di raggiungere velocemente molte persone.

## Rivoluzione scientifica

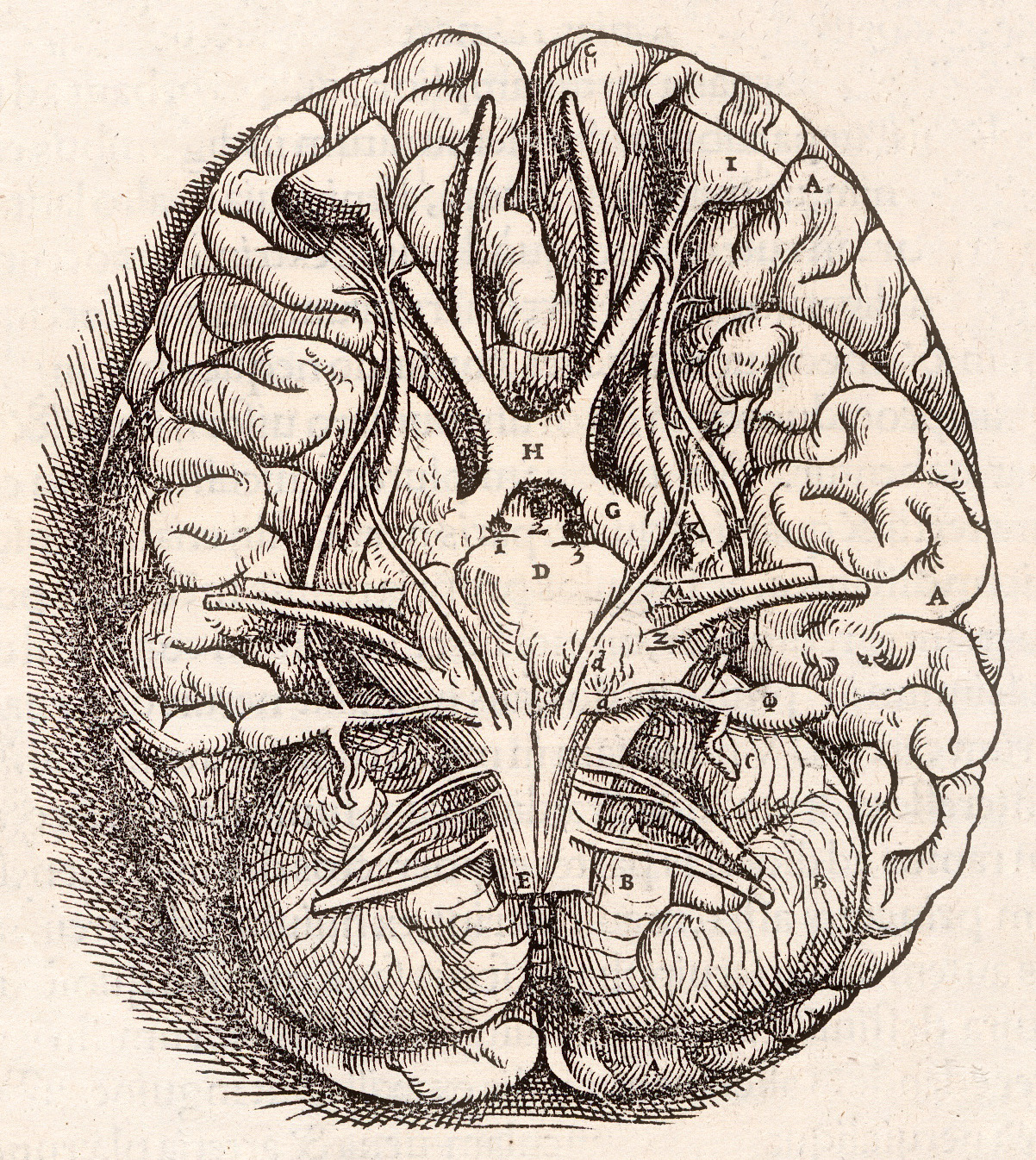
Gli studi di Vesalio ispirarono l'interesse per l'anatomia umana.

La scienza moderna iniziò in Europa in un periodo di grandi cambiamenti. La riforma protestante, la scoperta dell'America da parte di Colombo, la caduta di Costantinopoli, l'Inquisizione spagnola, nonché la riscoperta di Aristotele nel XII/XIII secolo, fecero presagire grandi cambiamenti sociali e politici. Perciò si creò un ambiente adatto, nel quale fosse possibile mettere in discussione la dottrina scientifica, in modo simile a quello in cui Lutero e Calvino misero in discussione la dottrina religiosa. Si notò come i lavori di Tolomeo in astronomia, Galeno in medicina e Aristotele in fisica non fossero sempre in accordo alle osservazioni sperimentali. Per esempio, una freccia che vola attraverso l'aria dopo aver lasciato l'arco contraddice l'affermazione di Aristotele secondo cui lo stato naturale di tutti gli oggetti è a riposo (Nicola d'Oresme). Allo stesso modo, Vesalio, studiando cadaveri umani, riscontrò inesattezze nell'anatomia descritta da Galeno.

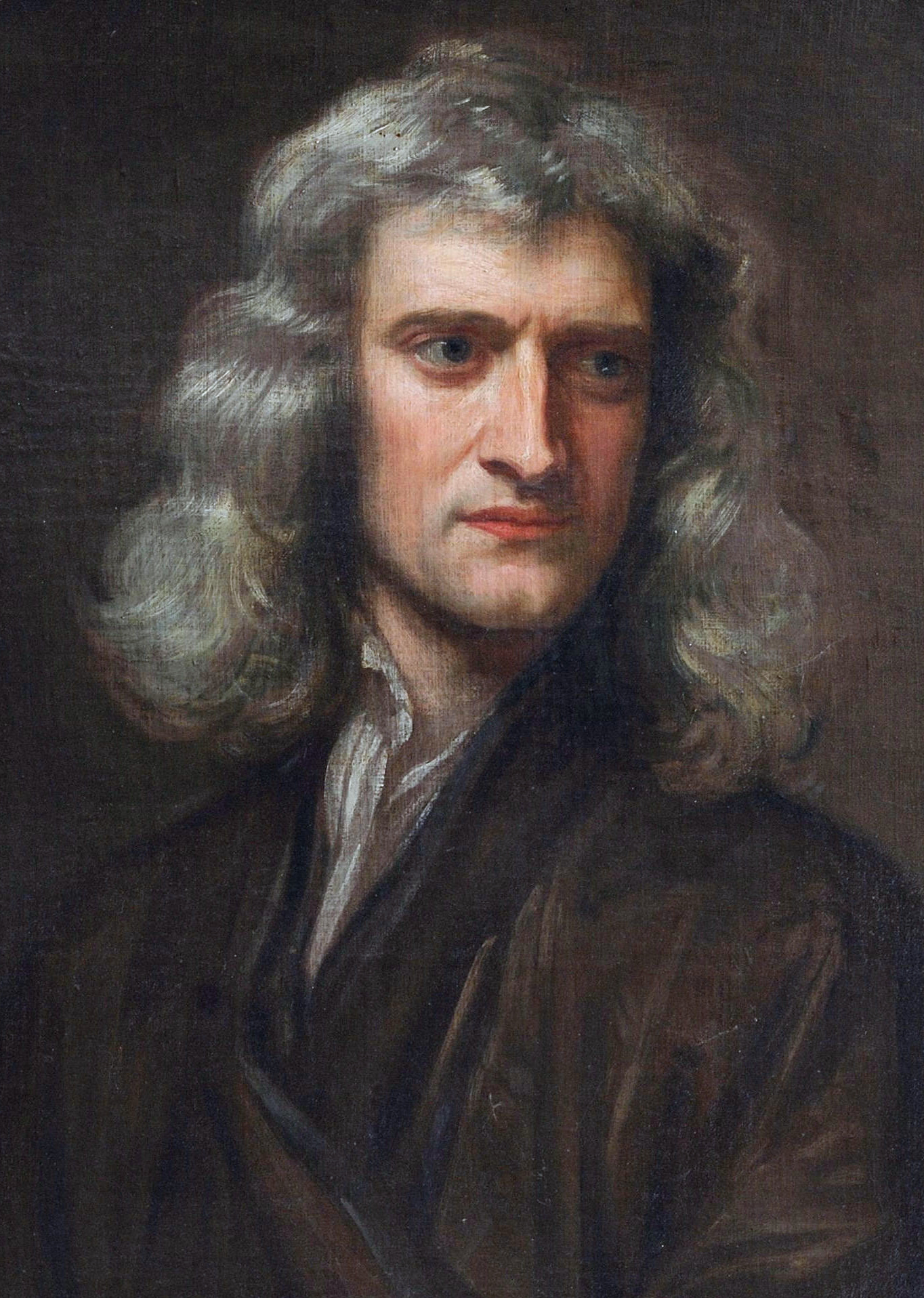
Isaac Newton fu uno dei protagonisti della rivoluzione scientifica.

Il desiderio di controllare le verità fino ad allora indiscutibili e cercare le risposte per le nuove domande che ne sorsero, produsse un periodo di grandi avanzamenti scientifici, che ora è noto come rivoluzione scientifica. L'inizio della rivoluzione scientifica è posto convenzionalmente da molti storici (come Howard Margolis) al 1543, quando fu stampato il De Revolutionibus Orbium Coelestium di Niccolò Copernico. La tesi di questo libro è che la Terra si muove intorno al Sole. La rivoluzione culminò con la pubblicazione di Philosophiae Naturalis Principia Mathematica di Isaac Newton nel 1687.
Altre scoperte scientifiche importanti furono fatte durante questo periodo da Galileo Galilei, Christiaan Huygens, Johannes Kepler e Blaise Pascal. Nella filosofia della scienza furono invece attivi Francis Bacon, Sir Thomas Browne, René Descartes e Thomas Hobbes. Si svilupparono le basi del metodo scientifico: il nuovo modo di pensare metteva l'accento sulla sperimentazione e sulla ragione calcolante, non più rivolta alla ricerca delle essenze metafisiche, inducendo a considerare "scienza" solo quel complesso di conoscenze ottenute dall'esperienza e a questa funzionali. Secondo una celebre formula di Galilei, il libro della natura è scritto in leggi matematiche, e per poterle capire è necessario eseguire esperimenti con gli oggetti che essa ci mette a disposizione. Una delle letture più originali della Rivoluzione scientifica si deve al sociologo  Edgar Zilsel che individuò l'origine della scienza moderna nell'interazione sociale fra dotti e abili artigiani.

## Scienza moderna e progresso scientifico

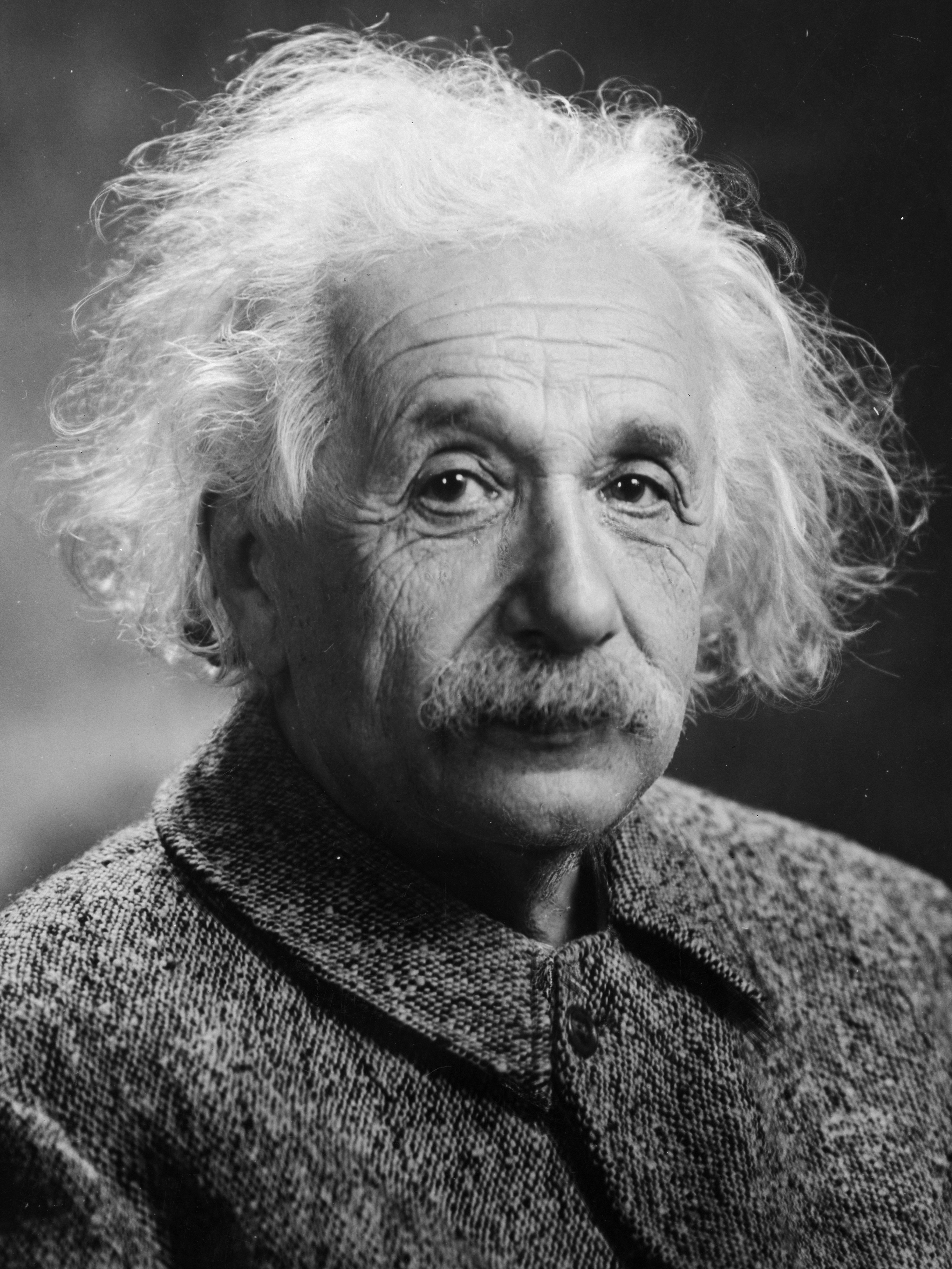
Albert Einstein, teorico della relatività, con cui peraltro risolse i problemi della propagazione della luce lasciati irrisolti da Maxwell.

Il pensiero scientifico, divenuto fattore fondamentale della crescita della conoscenza umana, rappresentò il modello preminente per la comprensione del mondo naturale. Durante il XIX secolo emersero personalità che, dedicandosi al loro lavoro, professavano di essere veri e propri professionisti della scienza, e sorsero contemporaneamente diverse istituzioni che se ne occuparono in modi e attività che sarebbero continuate attraverso il XX secolo fino ai giorni nostri.
Lo sviluppo dei movimenti empiristi e razionalistici in ambito filosofico, confluiti nell'Illuminismo e nel Positivismo, furono stimolati ed a loro volta favorirono gli sviluppi del pensiero scientifico moderno, inducendo diversi pensatori come Auguste Comte a parlare di progresso scientifico inarrestabile. Durante il XX secolo il ruolo della scienza nella società è cresciuto in effetti in maniera notevole, tanto da essere divenuto funzionale alle istituzioni statali civili e militari, nonché assetto centrale dei processi produttivi, tecnologici ed economici mondiali.

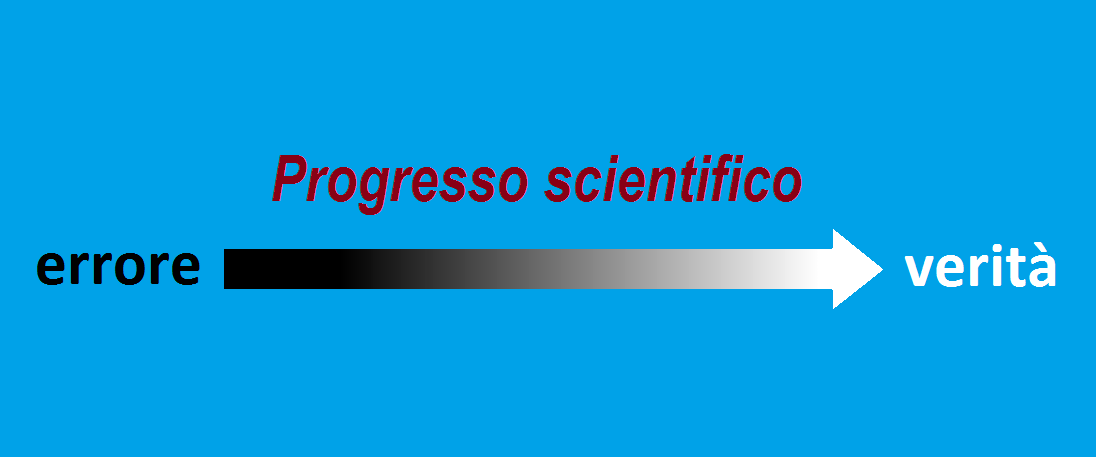
Modello interpretativo della scienza basato sull'errore: per Popper il progresso consiste nell'accantonare le teorie rivelatesi fallaci

Nel frattempo sono affiorate però anche nuove riflessioni sul modo di intendere il progresso scientifico, in contrapposizione all'atteggiamento ottimista del positivismo ottocentesco. È stato rilevato come il carattere della scienza rimanga pur sempre fallibilista, soprattutto da parte di autori come Charles Sanders Peirce e Karl Popper. Per quest'ultimo il progresso scientifico non consiste nell'accumulo di verità, ma in una progressiva eliminazione degli errori, che non consente mai di stabilire una conoscenza come certa e acquisita: non è definendo nuove verità, ma solo imparando dagli errori che si evolve la scienza, in maniera analoga all'evoluzione biologica.

### Storia della tecnica

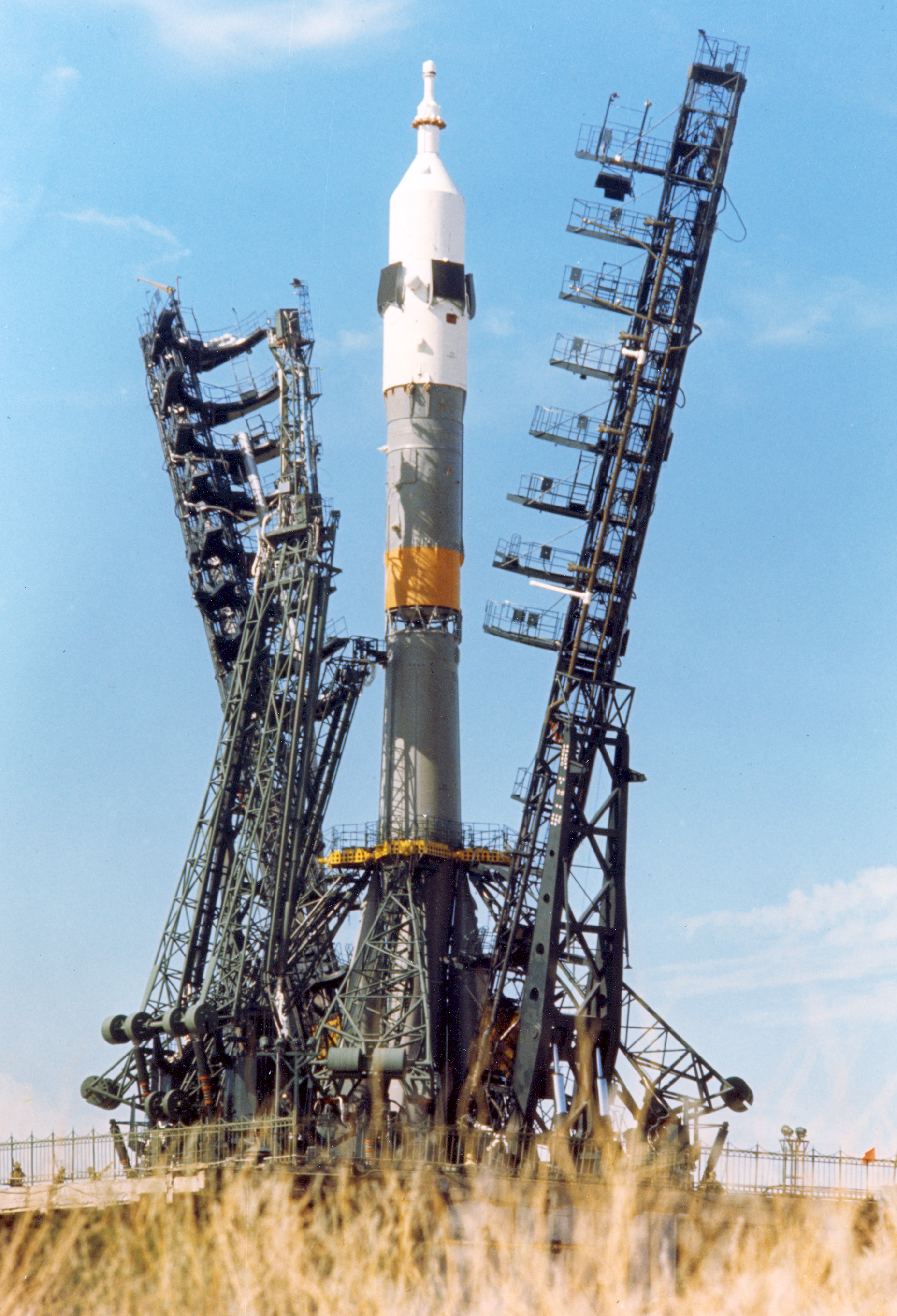
Il razzo Soyuz 18 sulla rampa di lancio 1 del complesso di Baikonur in Kazakistan (URSS)

Nell'età contemporanea è sorto pure un campo di studi della storia che esamina come si è evoluta nei millenni la comprensione del rapporto fra scienza e tecnica da parte dell'umanità, e come questa comprensione abbia permesso di generare nuove tecnologie.
Questo campo della storia studia anche l'impatto culturale, economico e politico delle innovazioni scientifiche. Studiare l'evoluzione di una tecnologia o di una scienza attraverso il suo sviluppo storico consente di comprenderne i concetti sul nascere e nel divenire.
È un approccio da consigliare a chi insegna, per far comprendere la genesi delle idee alla base di ciò che si sta illustrando.

### Storici e storiografia della scienza
Storia e storiografia sono due termini usati distintamente per separare l'opera dello scienziato dall'opera dello storico della scienza, due ruoli che non sempre e non necessariamente sono stati ricoperti dalla stessa persona. La storiografia di fatto restituisce la storia della scienza al pubblico, e nello stesso tempo ne costituisce la fonte non primaria. Fra le principali fonti storiografiche italiane due Bollettini hanno avuto rilievo internazionale nel recente passato. Per il mondo accademico italiano, a queste si può aggiungere la rivista Giornale di matematiche fondata a Napoli nel 1863.
Il Bullettino di bibliografia e di storia delle scienze matematiche e fisiche di Baldassarre Boncompagni, fu la prima rivista in Europa interamente dedicata alle scienze, alla storia della matematica e storia della fisica, antica (greca, araba, egiziana, ecc.) e moderna. 
La prima edizione uscì in stampa nel 1868, e continuò per venti ininterrotti anni a cadenza mensile. Presto divenne un punto di riferimento per scienziati, docenti e studenti di scuole superiori e università.
Il bollettino era rivisto e diretto personalmente da Boncompagni, ed era diviso in due sezioni: pubblicazioni, ed una seconda con decine di pagine che presentavano un accurato indice bibliografico di articoli, libri, atti di congressi, inediti carteggi epistolari fra scienziati. Il bollettino terminava con un indice dei nomi, e delle recenti pubblicazioni europee quali atti annuari, altri bollettini.. Per le opere fornisce citazioni puntuali, storia delle traduzioni esistenti, estremi di archiviazione nelle biblioteche e collezioni private.
Su questa tradizione propriamente italiana, si colloca il Bollettino di Storia delle Scienze Matematiche, rivista universitaria fondata nel 1928, e di rilievo internazionale. Come il precedente, è una rivista multilingue, estesa a tutte le scienze esatte, pubblica inediti storici (carteggi, ricerche di archivio, ecc.), e pubblicazioni vere e proprie. L'Unione Matematica Italiana lo ha pubblicato sotto il nome attuale dal 1981 fino al 2000, e dopo un cambio di proprietà, continua ancora a diffondere saggi e articoli in italiano, inglese, francese, tedesco o latino; ricerche d'archivio, e in generale agli strumenti per la ricerca storica.
Gli articoli sono sottoposti a revisione paritaria.